# Hoity Toity Face
Hoity Toity Face, född 4 maj 2004, är en svensk varmblodig travhäst som tävlade mellan 2007 och 2012. Hon tränades av Ronny Rydell och kördes oftast av Jenny J. Karlsson. Under tävlingskarriären sprang hon in 1,9 miljoner svenska kronor på 85 starter, varav 15 segrar, 16 andraplatser och 8 tredjeplatser.

## Karriär
Hoity Toity Face tränades under hela karriären av sin ägare Ronny Rydell vid Jägersro. Rydell satte dock Hoity Toity Face i träning hos Joakim Lövgren under en kort period 2011, för en sejour i Frankrike. Hon kördes då av Lövgren själv eller Pierre Vercruysse.
Under tävlingskarriären utmärkte hon sig som en av Sveriges mest startsnabba travhästar, och startade aldrig på en länge distans än 2 160 meter. Bland karriärens största meriter räknas andraplatserna i Silverdivisionens final (april 2010) och Queen L.:s lopp (2011). 

### Avelskarriär
Efter att tävlingskarriären avslutades har Hoity Toity Face varit verksam som avelssto. Hon blev först dräktig med From Above, och fick sitt första föl, Ourangel U.R. 2013.